# Можник, Марийо
Марийо Можник (хорв. Marijo Možnik, р.18 января 1987) — хорватский гимнаст, призёр чемпионатов мира и Европы.
Родился в 1987 году в Загребе. В 2012 году завоевал серебряную медаль чемпионата Европы.  В 2013 году выиграл серебряную медаль Средиземноморских игр. В 2014 году стал бронзовым призёром чемпионата мира. В мае 2020 года был назначен на пост президента федерации гимнастики Хорватии.